# Månblomflugor
Månblomflugor (Eumerus) är ett släkte i familjen blomflugor. 

## Kännetecken
Månblomflugor är små till medelstora blomflugor, de nordiska arterna har en längd på mellan 5 och 12 millimeter. De är oftast mörka med månformade vita parfläckar på bakkroppen. Ryggskölden har två längsgående puderstrimmor som ibland kan vara otydliga. Baklåren är vanligtvis kraftiga.

## Levnadssätt
Månblomflugor lever i olika slags miljöer. De vuxna flugorna besöker olika blommor i markskiktet. Larverna utvecklas i lökar, jordstammar eller andra grövre rötter på olika växter. Släktet har ett stort antal arter och de har ofta artspecika krav på värdväxt. För många arter är kunskapen om levnadssätt bristfällig.

## Utbredning
Släktet har över 300 arter varav 140 i palearktis. Av dessa finns över 50 i Europa, de flesta i Medelhavsområdet. 

### Arter i Sverige
Följande 8 arter förekommer i Sverige.
| Svenskt namn           | Vetenskapligt namn | Utbredning i Sverige                                                                          |
| ---------------------- | ------------------ | --------------------------------------------------------------------------------------------- |
| silvermånblomfluga     | E. flavitarsis     | Götaland och östra Svealand. Relativt vanlig endast på öar i Mälaren och Stockholms skärgård. |
| lökblomfluga           | E. funeralis       | Stora delar av Götaland och Svealand.                                                         |
| praktmånblomfluga      | E. grandis         | Svealands kustområden samt Öland.                                                             |
| strandmånblomfluga     | E. ornatus         | Öar i Mälaren och Stockholms skärgård. Enstak fynd i Skåne och östra Småland.                 |
| rödhornig månblomfluga | E. ruficornis      | Ej påträffad i Sverige sedan 1930-talet.                                                      |
| monkeblomfluga         | E. sabulonum       | Skåne till Småland samt Öland och Gotland. Lokalt talrik längs kusten.                        |
| siljemånblomfluga      | E. sogdianus       | Sällsynt i Skåne.                                                                             |
| åkermånblomfluga       | E. strigatus       | Götaland och Svealand samt Norrlandskusten.                                                   |